# Incubator (bedrijfskunde)

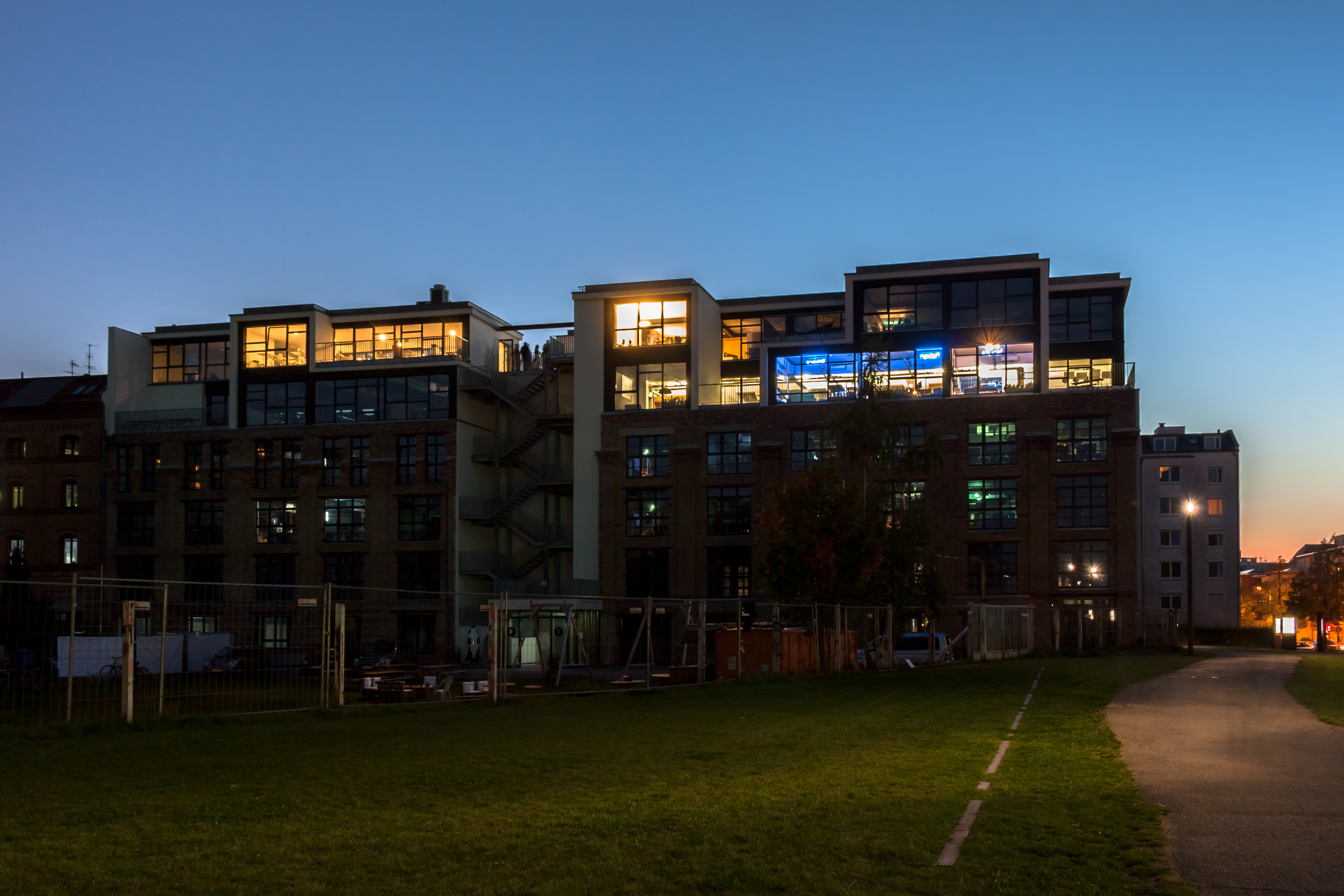
Werknemers aan het werk in een 'business incubator' in Duitsland

Een incubator is een bedrijf dat andere nieuwe bedrijven helpt met starten en groeien door diensten zoals huisvesting, managementtraining en toegang tot financiers en netwerken te bieden.
Business-incubators zijn niet hetzelfde als hightechbedrijfsterreinen. Ze zijn puur gefocust op start-ups en bedrijven in hun eerste groeifase en hebben hun dienstverlening daar op afgestemd. Hightechbedrijfsterreinen daarentegen zijn over het algemeen grootschalige terreinen die zowel huisvesting bieden aan laboratoria (van bedrijven, universiteiten en overheden) als aan grotere en kleinere technisch georiënteerde bedrijven. Meestal zijn er geen aparte diensten voor bedrijven aanwezig.
Incubators verschillen ook van bedrijfsverzamelgebouwen, in die zin dat ze zich alleen toeleggen op een bepaald type bedrijf en alleen na toelating tot de incubator. Hierin vervullen ze een andere rol dan de Kamer van Koophandel, die de wettelijke plicht heeft elk bedrijf te helpen dat zich tot haar wendt, ongeacht het formaat. Veel incubators creëren een partnership met de lokale Kamer van Koophandel om het voor starters zo makkelijk mogelijk te maken.
Binnen Nederland zijn er verschillende door de EU of nationaal gefinancierde programma's die bedrijven steun bieden in de vorm van consultancy, mentorschap, het realiseren van prototypes en het vinden van cofinanciering. Het Horizon2020-programma is een voorbeeld van EU-funding, de MIT-regeling (MKB-innovatiestimulering Regio en Topsectoren) een voorbeeld van financiering in Nederland.

## Geschiedenis
Het formele concept van business-incubators is in 1959 begonnen in de Verenigde Staten toen Joseph Mancuso het Batavia Industrial Center opende in het Batavia-pakhuis. Het principe verspreidde zich in de tachtiger jaren in de VS en sloeg vervolgens in diverse vormen over naar het Verenigd Koninkrijk en het Europese vasteland.
De in de VS gebaseerde National Business Incubation Association schat dat er 7.000 incubators wereldwijd zijn. In oktober 2006 waren er meer dan 1.400 incubators in Noord-Amerika, terwijl dat er in 1980 nog twaalf waren. In Engeland waren er 25 incubators in 1997; in 2005 waren er 270. Een studie door de Europese Commissie in 2002 liet zien dat er circa 900 incubators waren in West-Europa.
Het starten van incubators is niet beperkt gebleven tot landen met een ontwikkelde economie; ze worden momenteel ook gestart in ontwikkelingslanden, die daarmee meer aandacht krijgen voor financiële steun van organisaties zoals de UNIDO en de Wereldbank. Daarnaast startte New York op 3 november 2010 een incubator in het stadsdeel The Bronx, genaamd de Sunshine Bronx Business Incubator, een joint-venture tussen de New York City Economic Development Corporation en Sunshine Suites.
Ook incubators vernieuwen zichzelf. Experimenten zoals een Virtual Business Incubator brengen ondernemerschap vanuit andere locaties zoals Silicon Valley naar de hele wereld. Daarnaast wordt er ook door (internationale) Kamers van Koophandel geëxperimenteerd met in-house-incubators. Dit gebeurt bijvoorbeeld in New Castle County.
In 2005 hielpen de Noord-Amerikaanse incubators meer dan 27.000 bedrijven met in totaal meer dan 100.000 banen en een omzet van 17 miljard dollar.
De impact van een enkele incubator op een gebied is zowel qua economie als reputatie groot. Delft is een stad met circa 100.000 inwoners en een werkgelegenheid van circa 43.000 banen waarvan 10.000 in het kennisintensieve bedrijfsleven. YES!Delft hielp in tien jaar 173 start-ups, waarvan 150 bedrijven nog actief zijn met een gezamenlijke omzet van 97 miljoen euro en 1.000 fulltime banen (fte). Daarnaast is er gezamenlijk door investeerders € 135.000.000 geïnvesteerd in YES!Delft-bedrijven. Het vliegwiel-effect of multiplier laat zich kwantificeren: een investering van € 1.000.000 in de eerste twintig start-ups tien jaar geleden zou nu € 13.000.000 waard zijn. De incubator is uitgeroepen tot 4e incubator van Europa en 9e van de wereld; hetgeen de magneetfunctie en reputatie van Delft verder versterkt.

## Type incubators en bijbehorende diensten
Er zijn zowel incubators die zich hebben toegelegd op specifieke (technologische) branches als die zich hebben toegelegd op specifieke businessmodellen. Meer dan de helft van de incubators kent een gemengde doelgroep, waarbij een diversiteit bestaat van bedrijven, zowel naar branche als qua businessmodel. Technologiegeoriënteerde incubators vormen daarbij 39% van alle incubators.
Aangezien startende bedrijven vaak niet de beschikking hebben over allerlei faciliteiten, ervaring en netwerk, bieden incubators die diensten die ze over de initiële hobbels heen helpen. Dit zijn zaken zoals ruimte, financiering, juridisch advies, accountancy, ICT en andere randvoorwaarden om een bedrijf te kunnen runnen.
De meest gangbare diensten zijn:
- Hulp bij bedrijfskundige vraagstukken
- Netwerkgelegenheden
- Assistentie bij marketing
- Internettoegang
- Hulp bij accountancy en financieel management
- Hulp bij het verkrijgen van toegang tot bankleningen, fondsen en garantiefondsen
- Ontwikkelen van communicatieve vaardigheden
- Linken naar hoger onderwijs
- Linken naar strategische partners
- Toegang tot informal investors of venture capital
- Businesstrainingen
- Samenstelling Raad van advies en mentors
- Samenstellen van managementteams
- Verduidelijken van de (internationale) businessetiquette
- Assistentie bij het vercommercialiseren/valoriseren van technologie
- Hulp bij regelgeving
- IPR management

## Werking van incubators
Ondernemers die onderdeel willen gaan uitmaken van een incubator moeten door een selectieproces. De criteria verschillen per incubator, maar over het algemeen worden alleen diegenen doorgelaten die een gezond en haalbaar businessplan hebben. Dit selectieproces maakt het het moeilijk de slagingskans van een bedrijf in een incubator, die over het algemeen hoog is, te vergelijken met de algemene slagingskans van bedrijven. Ondanks het feit dat incubators vaak kantoor- of bedrijfsruimte of soms zelfs laboratoriumruimte kunnen bieden, bestaat het hart van het incubatieprogramma uit diensten rondom het opstarten van het bedrijf.
Wereldwijd wordt meer dan de helft van de incubators gemonitord door de National Business Incubation Association, die in 2006 liet weten dat ze ook virtuele klanten bediende, dat wil zeggen bedrijven die zich niet fysiek in de incubator bevinden.
Hoe lang een bedrijf binnen een incubator verblijft, varieert en is afhankelijk van diverse factoren, waaronder het bedrijfstype en de expertise van de ondernemer. Lifesciencegeoriënteerde en andere bedrijven met een lange R&D-cyclus hebben meer tijd nodig dan creatieve (productie)bedrijven of ICT-bedrijven die snel een product of dienst op de markt kunnen brengen. Gemiddeld verblijft een bedrijf 33 maanden in een incubator. Veel incubators meten de voortgang en volwassenheid van de bedrijven echter niet in tijd, maar in omzet, winst en/of aantal medewerkers.
Incubators staan er inmiddels om bekend een goed middel te zijn om een aantal economische, sociale en politieke doelen te bereiken. Dit zijn bijvoorbeeld het creëren van nieuwe banen, het realiseren van een goed ondernemersklimaat, het vercommercialiseren van techniek, het diverser maken van de lokale economie, het versnellen en versterken van bepaalde clusters van bedrijven, het reactiveren en behouden van het lokale bedrijfsleven en het stimuleren van vrouwelijk of allochtoon ondernemerschap. Vandaar dat ongeveer 33% van de incubators wordt gesponsord door economische ontwikkelingsorganisaties, 21% door de lokale overheid en 20% door universiteiten en onderwijsinstellingen.
In veel landen worden incubators gesteund als onderdeel van hun nationaal economisch beleid. In de VS worden incubators wel gestart met steun van de overheid, maar dienen ze daarna zelfstandig te kunnen opereren. Inkomsten bestaan voor alle incubators verder uit huur, vergoedingen voor aan de bedrijven geleverde diensten en subsidies. Sommige incubators nemen ook een belang in het bedrijf (bijvoorbeeld in de vorm van aandelen), maar dit is niet gangbaar.

## Incubator netwerken
Veel incubators maken onderdeel uit van een netwerk om zo kennis en best-practices te kunnen uitwisselen. Het belangrijkste netwerk in Europa heet het European Business and Innovation Centre Network ("EBN") en is een koepel van meer dan 250 Europese "Business and Innovation Centres" (EU|BICs).
Daarnaast bestaat er nog de Startup Federation, een internationaal netwerk waar ook bv Washington, D.C.'s 1776, New York City's General Assembly, Bostons Cambridge Innovation Center, Londens Warner Yard, Berlin's Betahaus, Chicago's 1871 en anderen deel van uitmaken. Het unieke van dit netwerk is dat het zorgt voor samenwerking tussen alle bedrijven die in de verschillende deelnemende incubators zitten.
Van de 1000 Europese incubators bevinden zich er 500 in Duitsland. De meeste daarvan zijn verenigd in de ADT (Arbeitsgemeinschaft Deutscher Innovations-, Technologie-, und Gründerzentren e.V.).